# Paromomyidae
Paromomyidae — викопна родина примітивних приматоподібних ссавців. Вона існувала у палеоцені та еоцені (61-48 млн років тому) у Північній Америці та Західній Європі. Є альтернативна класифікація (Pettigrew et al. (1989) en McKenna & Bell (1997)), за якою родину зближують із сучасними шерстокрилами (Dermoptera).

## Класифікація
- Acidomomys
- Dillerlemur
- Elwynella
- Ignacius
- Paromomys
- Phenacolemur
- Pulverflumen
- Simpsonlemur